# ボケ州
ボケ州（ボケしゅう、フランス語: La région de Boké）は、ギニア共和国の州。州都はボケ。南でキンディア州、東でラベ州と州境を接し、北でギニアビサウ及びセネガルと国境を接している。ギニアには3つしかない海岸線を持つ州のひとつ。ボケ州は5つの県に分けられる。

## 経済
規模の大きなアルミ鉱床を持ち、ギニアボーキサイト会社(CBG)、ギニアアルミナ会社(ACG)が操業している。

## 隣接州
- コルダ州
- タンバクンダ州
- ケドゥグ州
- ラベ州
- キンディア州
- トンバリ州
- ガブ州

## 下部行政区画

### 県(préfecture)
- ボッファ県（英語版）(La préfecture de Boffa)
- ボケ県（英語版）(La préfecture de Boké)
- フリア県（英語版）(La préfecture de Fria)
- ガワル県（英語版）(La préfecture de Gaoual)
- クンダラ県（英語版）(La préfecture de Koundara )